# مأموریت برای صدام
مأموریت برای صدام (انگلیسی: Quest for Saddam) یک بازی ویدئویی تیراندازی اول شخص است که توسط پتریلا اینترتنمنت تولید و در ۱۴ مه ۲۰۰۳ عرضه شد. در این بازی، شما به جنگ با سربازان عراقی می‌روید و در نهایت غول آخر بازی، صدام حسین را می‌کشید.